# Filmåret 1995

## Händelser

### Januari
- 30 januari – Guldbaggengalan hålls på Cirkus i Stockholm.[1]
- 28 maj – Guldpalmen delas ut i Cannes.[1]

### Mars
- 28 mars – Forrest Gump får sex statyetter vid Oscarsgalan i Los Angeles.[1]

### Maj
- 3 maj – En filmfestival till Ingmar Bergmans ära inleds i New York.[1]
- 28 maj – Guldpalmengalan i Cannes avslutas.[1]

### December
- 28 december – Filmen firar 100 år.[1]

## Årets filmer

### Siffra (1,2,3...) eller specialtecken (@,$,?...)
- 3 Ninjas på krigsstigen
- 4 × åteln
- 6,5,4,3
- 13-årsdagen / Killjakten
- 30:e november

### A - G
- Ace Ventura: Den galopperande detektiven rider igen
- Alfred
- Alla talar om Grace
- Apollo 13
- Atlanten
- Bad Boys
- Bara en natt
- Batman Forever
- Bert – den siste oskulden[2]
- Bobo och kaninerna
- Braveheart
- Brudens far 2
- Buljong
- Canadian Bacon
- Casino
- Ceremonin[3]
- Clueless
- Congo
- Cutthroat Island
- Dansen
- Dead Man Walking
- De förlorade barnens stad (Cité des enfants perdus, La)
- Den förste riddaren
- Desperado
- El día de la bestia
- Die Hard - Hämningslöst
- Do Nothin' till You Hear from Me
- Dolores Claiborne
- Dracula - Död men lycklig
- Dödligt möte
- Dödskyssen
- Engelsmannen som gick upp för en kulle men kom ner från ett berg
- En på miljonen
- Farväl Las Vegas
- Flirt
- Forgotten Silver
- Four Rooms
- Förräderi
- Gamla gubbar – nu ännu grinigare
- Get Shorty
- Ghost in the Shell
- God's Army
- Goldeneye
- Gott om pojkar, ont om män?

### H - N
- Heat
- Hur man gör ett amerikanskt lapptäcke
- Hålla andan
- I sista sekunden
- Johnny Mnemonic
- Judge Dredd[4]
- Jönssonligans största kupp[5]
- Livets hårda skola
- Lust och fägring stor[6]
- Mallrats
- Medan du sov
- Mortal Kombat[7]
- Nio månader
- Nixon
- Nätet

### O - U
- Pocahontas
- Presidenten och miss Wade
- Richard III
- Rob Roy
- Rött hav
- Seven
- Sister My Sister[8]
- Stannar du så springer jag
- Strange Days
- Sudden Death
- Tag ditt liv
- The Doom Generation
- Till varje pris
- Toy Story
- Tusen och en natt – tjuven och skomakaren
- Två skall man vara
- Underground

### V - Ö
- Vendetta
- Vita lögner
- Wallace & Gromit: Nära ögat – animerat
- Waterworld
- Älskar Älskar inte
- Överlagt mord

## Priser och utmärkelser

### Bodilpriset
- Bodilpriset för bästa manliga huvudroll – Ernst-Hugo Järegård[1]

## Oscarspriser(i urval)
| Kategori:                  | Vinnare:                          |
| -------------------------- | --------------------------------- |
| Bästa film:                | Braveheart                        |
| Bästa regi:                | Mel Gibson (Braveheart)           |
| Bästa manliga huvudroll:   | Nicolas Cage (Farväl Las Vegas)   |
| Bästa kvinnliga huvudroll: | Susan Sarandon (Dead Man Walking) |
| Bästa manliga biroll:      | Kevin Spacey (De misstänkta)      |
| Bästa kvinnliga biroll:    | Mira Sorvino (På tal om Afrodite) |
| Bästa utländska film:      | Antonias värld (Nederländerna)    |

För komplett lista se Oscarsgalan 1996.

## Födda
- 30 januari – Danielle Campbell, amerikansk skådespelare.
- 10 juni – Simon Sjöquist, svensk skådespelare.
- 9 juli – Georgie Henley, brittisk skådespelare.
- 27 september – Lina Leandersson, svensk skådespelare.
- 4 oktober – Hanna Ardéhn, svensk skådespelare.
- 25 oktober – Valter Skarsgård, svensk skådespelare.
- 16 november – Noah Gray-Cabey, amerikansk skådespelare.

## Avlidna
- 25 januari – Fritjof Hellberg, 77, svensk skådespelare.
- 29 januari – Karl-Erik Forsgårdh, 75, svensk skådespelare.
- 2 februari – Donald Pleasence, 75, brittisk skådespelare.
- 22 februari – Karl-Arne Holmsten, 83, svensk skådespelare.
- 25 april – Ginger Rogers, 83, amerikansk skådespelare och dansare.[1]
- 2 maj – Michael Hordern, 83, brittisk skådespelare.
- 18 maj – Börge Krüger, 78, svensk-dansk dansare och skådespelare.
- 28 juni – Arne Mattsson, 75, svensk filmregissör och dansare.[1]
- 29 juni – Lana Turner, 74, amerikansk skådespelare.
- 11 juli – Stig Bergendorff, 81, svensk skådespelare, författare. regissör, manusförfattare, kompositör och textförfattare.
- 3 augusti – Ida Lupino, 77, amerikansk skådespelare.
- 17 augusti – Per Gunvall, 82, svensk regissör och manusförfattare.
- 23 augusti – Johan Bergenstråhle, 60, svensk teater- och filmregissör.
- 2 september – Lillemor Biörnstad, 91, svensk skådespelare.
- 6 september – Tosse Bark, 72, svensk kompositör, musiker, sångare och skådespelare.
- 13 september – Frank Silva, 44, amerikansk kulissarbetare och skådespelare.
- 1 oktober – Lennart Palme, 75, svensk manusförfattare och reklamkonsult.
- 4 oktober – Mona Åstrand, 64, svensk skådespelare.
- 24 november – Louis Malle, 63, fransk filmgregissör.[1]
- 25 november – Helge Hagerman, 85, svensk skådespelare, vissångare, regissör, och producent.
- 25 december – Dean Martin, 78, amerikansk sångare och skådespelare.[1]

### Fotnoter
1. 1 2 3 4 5 6 7 8 9 10 11   Horisont 1995. Bertmarks
2. ↑  ”IMDB - Bert”. Arkiverad från originalet den 13 januari 2012. https://web.archive.org/web/20120113081307/http://akas.imdb.com/title/tt0112480/releaseinfo. Läst 30 januari 2011.
3. ↑  IMDB, läst 23 april 2012
4. ↑  IMDB, läst 29 februari 2012
5. ↑  IMDB, läst 29 februari 2012
6. ↑  IMDB, läst 29 februari 2012
7. ↑  IMDB, läst 29 februari 2012
8. ↑  IMDB, läst 23 april 2012